# 古-罗西尼奥勒
古-罗西尼奥勒（法語：Gout-Rossignol，当地写作，法語發音：[ɡu ʁɔsiɲɔl]）是法国多尔多涅省的一个市镇，位于该省西北部，属于佩里格区。该市镇于1827年由原市镇古村（Gout）和罗西尼奥勒（Rossignol）合并而成。。

## 地理
古-罗西尼奥勒（45°24'48"N, 0°23'3"E）面积24.91 平方千米，位于法国新阿基坦大区多爾多涅省，该省份为法国西南部内陆省份，是法國本土面积第三大的省，大致对应佩里戈尔地区，北起顺时针与夏朗德省、上维埃纳省、科雷兹省、洛特省、洛特-加龙省、吉倫特省和滨海夏朗德省接壤。
与古-罗西尼奥勒接壤的市镇（或旧市镇、城区）包括：拉罗什博库尔和阿让蒂讷、香槟和方丹、拉沙佩勒蒙塔布尔莱、谢尔瓦勒、拉图尔布朗什-塞尔克勒、佩里戈尔地区马勒伊、圣克鲁瓦德马勒伊。

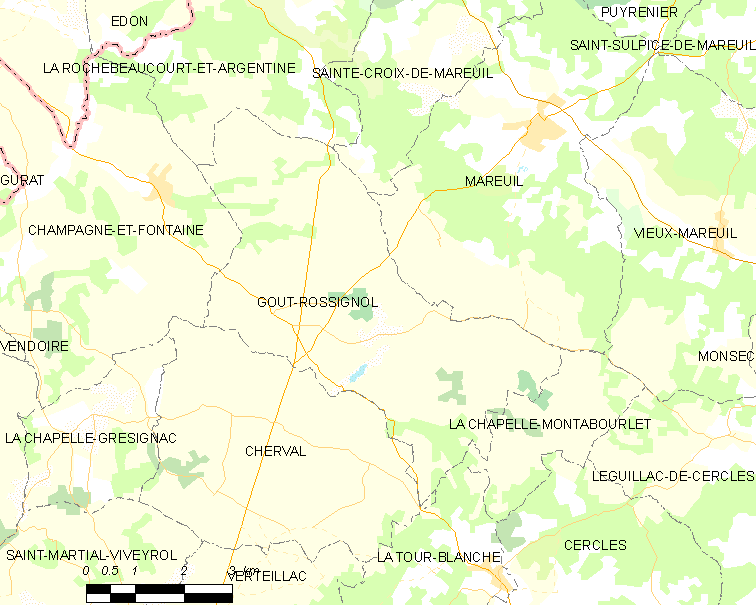
古-罗西尼奥勒的OSM定位图

古-罗西尼奥勒的时区为UTC+01:00、UTC+02:00（夏令时）。

## 行政
古-罗西尼奥勒的邮政编码为24320，INSEE市镇编码为24199。

## 政治
古-罗西尼奥勒所属的省级选区为里贝拉克县。

## 人口

1962-2008年间古-罗西尼奥勒人口变化图示

古-罗西尼奥勒于2022年1月1日时的人口数量为362人。